# Athletics Kenya
Athletics Kenya (AK) – kenijska narodowa federacja lekkoatletyczna, która należy do CAA. Siedziba znajduje się w mieście Nairobi, a prezesem był do 2015 Isaiah Kiplagat. Jego funkcję przejął Jackson Tuwei.
Federacja została założona w 1951 roku i była przyjęta do IAAF w 1954 roku.